# Tamoya ohboya
Tamoya ohboya is een tropische kubuskwal die licht geeft uit de familie Tamoyidae. De kwal komt uit het geslacht Tamoya. Tamoya ohboya werd in 2011 voor het eerst wetenschappelijk beschreven door Collins, Bentlage, Gillan, Lynn, Morandini, Marques. 